# Lind (Washington)
Lind è un comune degli Stati Uniti d'America, situato nello Stato di Washington, nella Contea di Adams.